# Charles Porcher
 (mai 2025).
Si vous disposez d'ouvrages ou d'articles de référence ou si vous connaissez des sites web de qualité traitant du thème abordé ici, merci de compléter l'article en donnant les références utiles à sa vérifiabilité et en les liant à la section « Notes et références ».
Charles Porcher est un professeur français de médecine vétérinaire, né le 20 janvier 1872 à Nantes et mort 24 décembre 1933 à Paris.

## Biographie
Charles Casimir Toussaint Porcher est le fils de Jean Emmanuel Porcher, négociant faïencier, et de Caroline Le Sage.
Licencié en sciences physiques et docteur vétérinaire, il est professeur de chimie et physique à l'École vétérinaire de Lyon à partir de 1897. En 1925, il en devient le directeur.
Se consacrant à des travaux sur le lait et son hygiène, il préconise l’utilisation du lait d'ânesse comme substitut du lait maternel. En 1921, il fonde la revue Le Lait.
Il assure les fonctions d'inspecteur général des écoles vétérinaires de 1931 à sa mort.
Le 17 novembre 1930, il est élu correspondant pour la section d'économie rurale de l'Académie des sciences.

## Travaux
- La méthode synthétique dans l'étude du lait, le lait au point de vue colloïdal, 1929
- La Profession vétérinaire devant la question du lait, 1927
- L'Industrie laitière dans la République Argentine, 1925
- Le procès de la matière grasse du lait, 1925
- Petites recherches sur l'analyse du lait, 1920
- La Nouvelle législation des substances vénéneuses, son application aux vétérinaires, 1918
- Question du lait écrémé, 1917
- Le Lait desséché, 1912
- De la Lactosurie, études urologiques de médecine comparée sur les états de grossesse, de puerpéralité et de lactation chez la femme et les femelles domestiques, 1906
- Recherches sur les sucres urinaires chez la femme enceinte, en couches et nourrice, 1904
- Vade mecum du vétérinaire, 1904
- Le Lait au point de vue colloïdal

## Distinctions
- Officier de la Légion d'honneur

## Hommages
- Rue Charles-Porcher, à Lyon

## Sources
- Léon-Gabriel Toraude, Le professeur Charles Porcher (1872-1933), 1934